# Amara sodalica
Amara sodalica är en skalbaggsart som beskrevs av Thomas Casey. Amara sodalica ingår i släktet Amara och familjen jordlöpare. Inga underarter finns listade i Catalogue of Life.